# Гайдельберзький катехізис

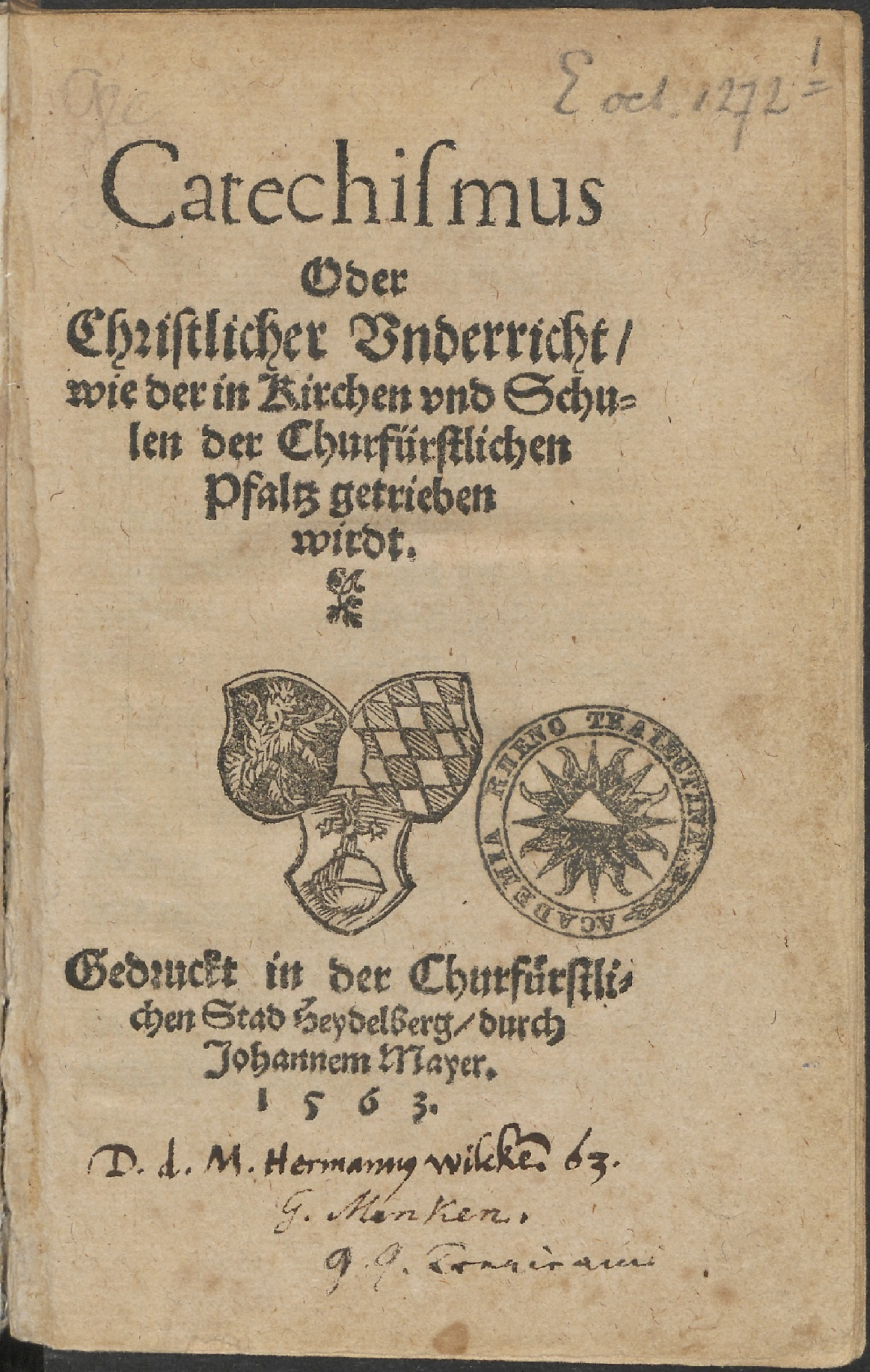
1563 рік видання.

Гайдельберзький катехізис, інколи Пфальцький катехізис (1563) — один з трьох форм єдності — протестантський конфесійний документ у формі серії запитань і відповідей, призначеним для викладання кальвіністської християнської доктрини, який був опублікований у 1563 році в Гайдельберзі, сучасна Німеччина. Оригінальна назва перекладається як «Катехізис, або Християнське повчання, згідно з практикою церков і шкіл виборчого Пфальцу» (нім. Catechismus oder christlicher Vnderricht, wie der in Kirchen vnd Schulen der Churfürstlichen Pfaltz getrieben wirdt). Твір було перекладено багатьма мовами й вважається одним з найвпливовіших реформаторських катехізисів.

## Структура
У нинішньому вигляді Гайдельберзький катехізис складається зі 129 запитань і відповідей. Вони поділені на три основні частини:

### I. Страждання людини
Поточна частина складається з Дня Господнього 2, 3 і 4. У ній обговорюється:
- Гріхопадіння,
- Природний стан людини,
- Вимоги Бога до неї у Своєму Законі.

### II. Викуплення (або спасіння) людини
Поточна частина складається з 5-го по 31-й день Господній. Тут обговорюється:
- Потреба у спасінні.
- Важливість віри, зміст якої пояснюється через викладення 12 статей християнської віри, відомих як Апостольський символ віри. Обговорення цих статей далі поділяється на розділи про:
  - Бог Отець і наше творіння (9-10 дні Господні)
  - Бог Син і наше спасіння (Дні Господні 11-19)
  - Бог Дух Святий і наше освячення (дні Господні 20-22)
- Виправдання
- Таїнства Хрещення і Вечері Господньої
- І ключі Царства Небесного Проповідь Євангелія і церковна дисципліна

### III. Подяка від людини (за порятунок)
Поточна частина складається з 32-го по 52-й день Господній. Тут обговорюється:
- Навернення (дні Господні 32-33)
- Десять заповідей (дні Господні 34-44)
- Молитва Господня (дні Господні 45-52)